# Liste des maires de Granville
Cet article dresse une liste par ordre chronologique des mandats des maires successifs de Granville, dans le département de la Manche en Normandie.

## Liste des maires

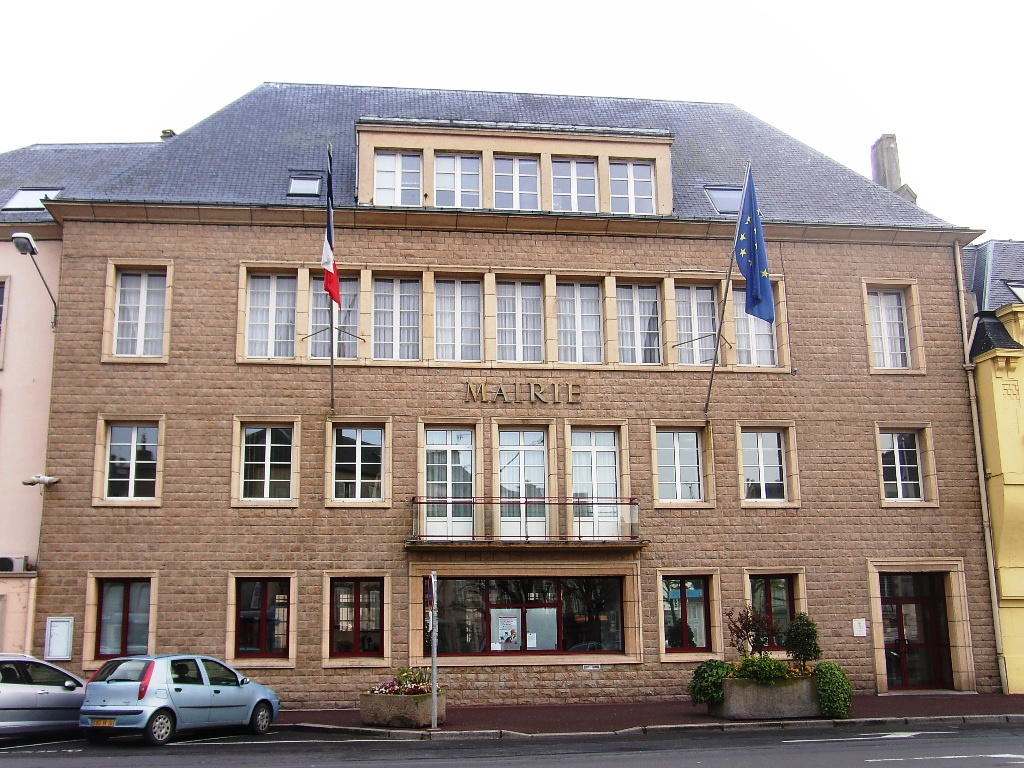
L'hôtel de ville.

| Période        | Période      | Identité                                 | Étiquette       | Qualité                                                                                             |
| -------------- | ------------ | ---------------------------------------- | --------------- | --------------------------------------------------------------------------------------------------- |
| 1692           | 1743         | Luc Leboucher                            |                 | sieur de Vallesfleurs et de Gatigny (Saint-Pair-sur-Mer)                                            |
| 1743           | 1749         | M. Gallien de Préval                     |                 | seigneur de Préval                                                                                  |
| 1749           | 1756         | Pigeon de Saint-Pair                     |                 | |
| 1756           | 1758         | M. Le Marié                              |                 | seigneur des Fontaines                                                                              |
| 1758           | 1759         | Jacques-Louis Picquelin                  |                 | |
| 1759           | 1759         | M. Poisson de Jublain                    |                 | |
| 1759           | 1761         | M. Hugon                                 |                 | seigneur de La Noë                                                                                  |
| 1761           | 1762         | M. Ganne de Grandmaison                  |                 | seigneur de Grandmaison                                                                             |
| 1762           | 1762         | M. Hugon-Dupuis                          |                 | |
| 1762           | 1765         | René Perrée-Grandpièce                   |                 | seigneur de Grandpièce et du Hamel                                                                  |
| 1765           | 1768         | Michel Clément                           |                 | |
| 1768           | 1771         | Luc-François Le Boucher de Vallesfleurs, |                 | sieur de Vallesfleurs                                                                               |
| 1771           | 1771         | Jacques Picquelin                        |                 | |
| 1771           | 1776         | Luc François Le Boucher de Vallesfleurs  |                 | sieur de Vallesfleurs                                                                               |
| 1776           | 1778         | M. Ganne de Grandmaison                  |                 | seigneur de Grandmaison                                                                             |
| 1778           | 1783         | Nicolas jean Barthélémy Yset             |                 | armateur (1769-1793)                                                                                |
| 1783           | 1787         | Pierre-Nicolas Perrée-Duhamel            |                 | négociant, armateur                                                                                 |
| 1787           | 1790         | M. Couraye-Duparc                        |                 | |
| 1790           | 1791         | Denis-François Le Mengnonnet             |                 | |
| 1791           | 1795         | M. Hugon-Lacour                          |                 | |
| 1795           | 1795         | Denis-François Le Mengnonnet             |                 | |
| 1795           | 1795         | M. Longueville-Beaufongeray              |                 | |
| 1795           | 1796         | Antoine-Gaspard Gautier                  |                 | |
| 1796           | 1797         | Girard-Laporte                           |                 | |
| 1797           | 1797         | M. Deslandes                             |                 | |
| 1797           | 1799         | M. Le Pelley-Fonteny                     |                 | |
| 1799           | 1800         | Pierre Méquin                            |                 | |
| 1800           | 1805         | François-Thomas Le Tourneur              |                 | ancien lieutenant de vaisseau, armateur                                                             |
| 1805           | 1816         | M. Méquin-Jonville                       |                 | |
| 1816           | 1830         | Pierre-François Le Mengnonnet            |                 | |
| 1830           | 1834         | Hippolyte Abraham-Dubois                 |                 | notaire, conseiller général de Pontorson, député                                                    |
| 1834           | 1841         | François Vallée                          |                 | |
| 1841           | 1848         | Jacques-Edmond Le Campion                |                 | |
| 1848           | 1854         | Antoine Boniface                         |                 | |
| 1854           | 1861         | Jacques-Edmond Le Campion                |                 | |
| 1861           | 1870         | Charles Leclère                          | bonapartiste    | armateur, conseiller général de Granville                                                           |
| 1870           | 1871         | Charles Malicorne                        |                 | |
| 1871           | 1874         | Arthur Le Mengnonnet                     |                 | armateur, conseiller général de Granville                                                           |
| 1874           | 1879         | Joseph Beust                             |                 | |
| 1879           | 1881         | Godefroy Aubert                          |                 | |
| 1881           | 1882         | Arthur Le Prince                         |                 | |
| 1882           | 1882         | Godefroy Aubert                          |                 | |
| 1882           | 1888         | Émile Riotteau                           | républicain     | armateur, conseiller général de Granville, député, sénateur                                         |
| 1888           | 1890         | François le Biez                         |                 | |
| 1890           | 1892         | Lucien Dior                              |                 | industriel, conseiller général de Granville, député, ministre                                       |
| 1892           | 1902         | Alexandre Bureau                         |                 | |
| 1902           | 1904         | Georges Beust                            |                 | |
| 1904           | 1908         | Auguste Eugène Requier Desjardins        |                 | |
| 1908           | 1911         | Adrien Letourneur                        | radical         | médecin, conseiller d'arrondissement                                                                |
| 1911           | 1919         | Jean Pergeaux                            |                 | |
| 1919           | 1923         | Jacques de Boutray                       |                 | |
| 1923           | 1925         | Augustin Rufflé                          |                 | |
| 1925           | 1929         | Albert Godal                             |                 | conseiller général de Granville                                                                     |
| 1929           | 1929         | Augustin Rufflé                          |                 | |
| 1932           | 1945         | Albert Godal                             |                 | conseiller général de Granville                                                                     |
| 1945           | 1945         | Jules Desmonts                           | PRRRS           | directeur honoraire du collège Ferdinand-Buisson, conseiller général de Granville                   |
| 1945           | 1945         | M. Lavat                                 |                 | médecin                                                                                             |
| 1945           | 1947         | Jules Desmonts                           | PRRRS           | directeur honoraire du collège Ferdinand-Buisson, conseiller général de Granville                   |
| 1947           | 1959         | Roger Maris                              | RPF puis modéré | administrateur colonial à la retraite, conseiller général de Granville                              |
| 1959           | 1961         | Marius Beaumois                          | PRRRS           | receveur-percepteur à la retraite                                                                   |
| 1961           | 1977         | Henri Baudouin                           | UNR puis FNRI   | agréé près le tribunal de commerce, député                                                          |
| 1977           | 1983         | Rémy Derubay                             | PS              | professeur de mathématiques, conseiller général de Granville                                        |
| 1983           | 1989         | Henri Baudouin                           | UDF             | agréé près le tribunal de commerce, député                                                          |
| 1989           | 1990         | Jean-Claude Lecossais                    | RPR             | chirurgien, conseiller général de Granville                                                         |
| 1990           | 1994         | Bernard Beck                             | UDF             | magistrat honoraire, premier président de la Cour des comptes (1978-1982)                           |
| 1994           | 2008         | Marc Verdier                             | RPR puis UMP    | retraité de banque                                                                                  |
| 2008           | 4 avril 2014 | Daniel Caruhel                           | PRG             | horticulteur-paysagiste, président de la CC du Pays granvillais, conseiller général de Granville    |
| 4 avril 2014   | juillet 2020 | Dominique Baudry,                        | DVD             | chef d'entreprise, conseillère municipale, 1re vice-présidente de la CC de Granville, Terre et Mer, |
| 3 juillet 2020 | En cours     | Gilles Ménard                            | DVG             | cadre bancaire                                                                                      |